# Mac & i
Mac & i ist eine deutschsprachige Computerzeitschrift, die sich mit Produkten und Themen rund um Apple beschäftigt. Sie erscheint seit Februar 2011 bei Heise Medien. Verantwortlicher Chefredakteur ist Torsten Beeck, der auch das Magazin c’t und Heise online verantwortet. Herausgeber sind Christian Heise, Ansgar Heise und Christian Persson.

## Geschichte
Mac & i, das ursprünglich c’t Mac & i hieß, ging aus dem damaligen Apple-Ressort der c’t hervor, das zuvor das Marktinteresse mit dem Sonderheft c’t special Mac sondiert hatte. Die Zeitschrift erschien dann zunächst vier Mal im Jahr, bis im Januar 2014 die Erscheinungsweise auf sechs Hefte pro Jahr geändert wurde. Die gedruckte Auflage betrug zum Start 66.000 Exemplare. Im Juli 2022 liegt die verkaufte Auflage bei 25.000 Exemplaren; die in der Allensbacher Markt- und Werbeträger-Analyse (AWA) geprüfte verbreitete Auflage beträgt 364.000 Hefte.
Weil auch der zweimonatliche Rhythmus zum Veröffentlichen von Nachrichten zu lang ist, steuert die Redaktion von Mac & i von Anfang an täglich Newsmeldungen bei heise online bei und bestückt dort nicht nur den eigenen Markenauftritt, sondern auch die Themenseite Apple. Zu wichtigen Apple-Veranstaltungen und -Ankündigungen wie der Eröffnung der Entwicklerkonferenz WWDC oder der Vorstellung eines neuen iPhones setzt die Redaktion sogenannte Liveticker bei heise online auf, in der sie alle Vorstellungen minutenaktuell bewertet und kommentiert.

## Themen und Schwerpunkte
Selbsterklärtes Ziel der Redaktion ist, kritisch über die Produkte und den Einfluss von Apple zu berichten. In Ausgabe 2/2020 fasste sie alle kritischen Aspekte in den Artikeln „Was an Apple nervt“ und „Was Entwickler an Apple stört“ zusammen. Die Redaktion übersetzte beide Artikel und schickte sie an die Unternehmensleitung von Apple in Cupertino, in der Hoffnung, in der nächsten Ausgabe die Reaktion darauf veröffentlichen zu können, doch Apple antwortete nicht. In Heft 1/2017 veröffentlichte sie unter der Überschrift „Neuer Mac, nein danke“ mehrere Artikel, die vom Kauf der Geräte mit der damals „in die Jahre gekommenen Technik“ abrieten. Einer der Artikel zeigte, wie man aus Standard-PC-Komponenten einen Hackintosh zusammenbaut, auf dem eine leicht modifizierte Version von macOS lief.
Feste Rubriken sind Hard- und Software-Tests, Praxisartikel, Tipps, Hintergrundbeiträge, die Developer’s Corner sowie Reports, Reportagen und Interviews in der Rubrik Magazin.